# 硫酸亚汞
硫酸亚汞是一种无机化合物，化学式为Hg2SO4。

## 制备
硫酸亚汞可以由Hg2(NO3)2溶液和硫酸反应得到，或者由SO2或Hg还原硫酸汞制备。

## 化学性质
硫酸亚汞受热分解：
Hg2SO4 → 2 Hg + O2↑ + SO2↑
硫酸亚汞中的Hg(I)可以被一些氧化剂氧化为Hg(II)，如：
Hg2SO4 + Cl2 → HgCl2 + HgSO4